# Liste von Werken Giuseppe Verdis

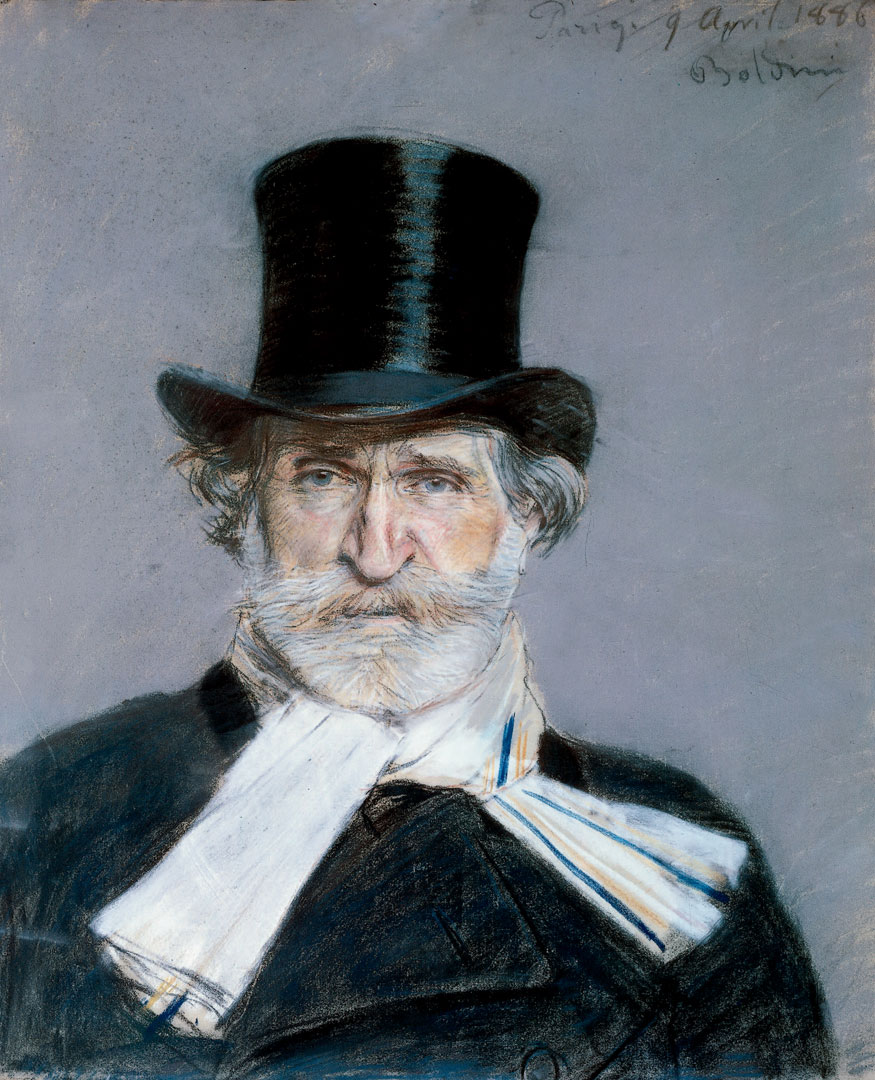
Giuseppe Verdi

Diese Liste enthält Werke des Komponisten Giuseppe Verdi.

## Opern
| Titel der Oper                                | Uraufführung           | Librettist                                                                | Bemerkung |
| --------------------------------------------- | ---------------------- | ------------------------------------------------------------------------- | --- |
| Oberto conte di San Bonifacio                 | 17. November 1839      | Antonio Piazza, Temistocle Solera                                         | |
| Un giorno di regno, später Il finto Stanislao | 5. September 1840      | Felice Romani                                                             | |
| Nabucodonosor, später Nabucco                 | 9. März 1842           | Temistocle Solera                                                         | |
| I Lombardi alla prima crociata                | 11. Februar 1843       | Temistocle Solera                                                         | |
| Ernani                                        | 9. März 1844           | Francesco Maria Piave                                                     | |
| I due Foscari                                 | 3. November 1844       | Francesco Maria Piave                                                     | |
| Giovanna d’Arco                               | 15. Februar 1845       | Temistocle Solera                                                         | |
| Alzira                                        | 12. August 1846        | Salvadore Cammarano                                                       | |
| Attila                                        | 17. März 1846          | Temistocle Solera, Francesco Maria Piave                                  | |
| Macbeth                                       | 14. März 1847          | Francesco Maria Piave                                                     | |
| I masnadieri                                  | 22. Juli 1847          | Andrea Maffei                                                             | |
| Jérusalem                                     | 26. November 1847      | Alphonse Royer, Gustave Vaëz                                              | Französische Version von I Lombardi alla prima crociata                                                            |
| Il corsaro                                    | 25. Oktober 1848       | Francesco Maria Piave                                                     | |
| La battaglia di Legnano                       | 27. Januar 1849        | Salvadore Cammarano                                                       | |
| Luisa Miller                                  | 8. Dezember 1849       | Salvadore Cammarano                                                       | |
| Stiffelio                                     | 16. November 1850      | Francesco Maria Piave                                                     | |
| Rigoletto                                     | 11. März 1851          | Francesco Maria Piave                                                     | |
| Il trovatore                                  | 19. Januar 1853        | Salvadore Cammarano, Leone Emanuele Bardare                               | |
| La traviata                                   | 6. März 1853           | Francesco Maria Piave                                                     | |
| Les vêpres siciliennes                        | 13. Juni 1855          | Charles Duveyrier, Eugène Scribe                                          | |
| Giovanna de Guzman, später I vespri siciliani | 26. Dezember 1855      | Eugenio Caimi                                                             | Italienische Version von Les vêpres siciliennes                                                                    |
| Le trouvère                                   | 20. Mai 1856           | Salvadore Cammarano, Leone Emanuele Bardare; Emilien Pacini (Übersetzung) | Überarbeitete, französische Version von Il trovatore                                                               |
| Simon Boccanegra                              | 12. März 1857          | Francesco Maria Piave                                                     | |
| Aroldo                                        | 16. August 1857        | Francesco Maria Piave                                                     | Überarbeitung von Stiffelio, Verlegung nach England                                                                |
| Un ballo in maschera                          | 17. Februar 1859       | Antonio Somma                                                             | |
| La forza del destino                          | 10. November 1862      | Francesco Maria Piave                                                     | |
| Macbeth                                       | 21. April 1865         | Francesco Maria Piave                                                     | Überarbeitete Fassung                                                                                              |
| Don Carlos                                    | 11. März 1867          | Camille du Locle, Joseph Méry                                             | |
| La forza del destino                          | 27. Februar 1869       | Francesco Maria Piave                                                     | Überarbeitete Fassung                                                                                              |
| Aida                                          | 24. Dezember 1871      | Antonio Ghislanzoni                                                       | |
| Don Carlo                                     | November/Dezember 1872 | Camille du Locle, Joseph Méry; Achille de Lauzières (Übersetzung)         | Überarbeitete Fassung                                                                                              |
| Simon Boccanegra                              | 24. März 1881          | Francesco Maria Piave                                                     | Überarbeitete Fassung                                                                                              |
| La force du destin                            | 14. März 1881          | Francesco Maria Piave                                                     | Überarbeitete Fassung von La forza del destino übersetzt ins Französische von Charles Nuitter und Camille du Locle |
| Don Carlo                                     | 10. Januar 1884        | Camille du Locle, Joseph Méry                                             | Zweite Überarbeitung von Don Carlos mit Camille du Locle und Charles Nuitter.                                      |
| Don Carlo                                     | 29. Dezember 1886      | Camille du Locle, Joseph Méry                                             | Dritte Überarbeitung von Don Carlos mit Angelo Zanardini.                                                          |
| Otello                                        | 5. Februar 1887        | Arrigo Boito                                                              | |
| Falstaff                                      | 9. Februar 1893        | Arrigo Boito                                                              | |

## Geistliche Musik
- Messa Solenne, 1835 (?)
- Libera me für Messa per Rossini, 1869, zusammen mit zwölf weiteren Komponisten
- Messa da Requiem, 1874
- Pater Noster, 1873
- Ave Maria, 1880
- Quattro pezzi sacri, 7. April 1898
  - Ave Maria
  - Stabat Mater
  - Laudi alla Vergine Maria
  - Te Deum

## Kammermusik
- Sechs Romanzen für Singstimme und Klavier, 1838
- L’esule („Die Verbannte“) für eine Singstimme und Klavier, 1839
- La seduzione („Die Verführung“) für eine Singstimme und Klavier, 1839
- Notturno, Vokaltrio, 1839
- Album mit sechs Romanzen für eine Singstimme und Klavier, 1845
- Il poveretto („Der Bettler“), Romanze für eine Singstimme und Klavier, 1847
- La preghiera del poeta, 1858
- Il Brigidin, 1863
- Stornello für eine Singstimme und Klavier, 1869
- Streichquartett e-Moll, 1873
- Pietà Signor, 1894

## Kantaten
- Suona la tromba („Es schallt die Trompete“), 1848
- Inno delle nazioni („Hymne der Völker“), Kantate zur Weltausstellung London für eine hohe Solostimme, Chor und Orchester, 1862
- Notre ensemble („Unser Zusammenspiel“), 1865